# جیمز کریگ (معمار)
 جیمز کریگ (انگلیسی: James Craig؛ ۳۱ اکتبر ۱۷۳۹ – ۲۳ ژوئن ۱۷۹۵) یک معمار اهل اسکاتلند بود. 